# シュパンゲンベルク
シュパンゲンベルク (ドイツ語: Spangenberg, ドイツ語発音: [ˈʃpaŋənbɛrk] ( 音声ファイル)) は、ドイツ連邦共和国ヘッセン州北部シュヴァルム＝エーダー郡に属す小都市である。現在の広い市域は1970年から1974年にかけて施行されたヘッセン州の行政・地域改革によって、現在市区となっている地域がシュパンゲンベルクに合併したことにより形成された。シュパンゲンベルクは1261年に初めて文献に記録されており、1309年にトレフフルト家により都市権が授けられた。
シュロスベルク（城山）の上に建つシュパンゲンベルク城が街を睥睨している。この城は2世紀の間ヘッセン方伯の居館あるいは狩りの城として使われ、その後は牢獄やプロイセンの林業学校としても利用された。
1975年に市は、「staatlich anerkannter Luftkurort」（州認定の空気が清浄な保養地）の肩書きを得た。2000年からは公式に「Liebenbachstadt」というニックネームが採用されている。この街は、ドイツの人口重心にあたる。

## 地理

### 位置と地質学
シュパンゲンベルクはシュヴァルム＝エーダー郡の北東部、南東のシュテルツィンガー山地および西のメルズンゲン山地の斜面に位置する。大都市カッセルから南東に、直線距離で約 35 km の距離にある。市の中心街は、市内を流れるエッセバッハ川が、やはり市内を流れるフルダ川西側の支流プフィーフェ川に合流する加工の北東にある。
シュパンゲンベルクは、基本的には斑砂統の地層にあたるが、殻灰統や苦灰統の地層も見られる。

### 隣接する市町村
シュパンゲンベルクは、北はヘッシシュ・リヒテナウ、西はヴァルトカペル（ともにヴェラ＝マイスナー郡）、南東はローテンブルク・アン・デア・フルダ、南はアルハイム（ともにヘルスフェルト＝ローテンブルク郡）およびモルシェン、西はメルズンゲン（ともにシュヴァルム＝エーダー郡）と境を接する。

### 市の構成
シュパンゲンベルク市は以下の12の市区からなる。
| - ベルクハイム - ビショッファーローデ - エルバースドルフ - ヘルレフェルト - ランデフェルト - メッツェバッハ | - メルスハウゼン - ナウジス - プフィーフェ - シュネルローデ - フォッケローデ＝ディンケルベルク - ヴァイデルバッハ |

## 歴史

### 中世
シュパンゲンベルクおよびその周辺の入植について証明されているのは8世紀のものである。その後、プフィーフェが初めて文献に記録される1037年まで 200年ほどを要した。それ以前の920年に「Meinbrateshusen」という名前で記録されている村がメルスハウゼンであるかどうかは、結論が得られていない。
シュパンゲンベルク市内で現存する最も古い教会は1150年に建造されたメルスハウゼンの教会である。13世紀の初めにツィーゲンハイン伯はトレフフルト騎士家にシュパンゲンベルクの領主権をレーエンとして授けた。1235年、シュパンゲンベルク城の建設が始まった。その後、ここに住んだヘッセン方伯はさらなる増改築を行った。
シュパンゲンベルクが初めて記録され、civitas（都市）と表記されているのは、1261年である。この同じ年に聖ヨハネ市教会の建設が始まった。1309年、騎士のヘルマン・フォン・トレフフルトとフリードリヒ・フォン・トレフフルトの兄弟は、リップシュテッター法に基づいて、シュパンゲンベルクに都市権を授けた。その原本である史料はヘッセン州立マールブルク文書館で見ることができる。病院と聖エリーザベト礼拝堂を有する Neustadt（新市街）は1338年に初めて文献に記録されている。トレフフルト家は、困窮と度重なる家族争議のため、シュパンゲンベルクの街と城を 8000ジルバーリンゲでヘッセン方伯ハインリヒ2世に売却した。これ以後シュパンゲンベルクはヘッセン領となった。シュパンゲンベルク城は方伯の息子オットー2世フォン・ヘッセンの居城となった。彼は1366年にこの城で逝去し、カルメル会の修道院教会に葬られた。1350年、当時のモルシェン、メルスハウゼン、シェンメルン、アウフ・デア・ランデーナの裁判管区をシュパンゲンベルクの領主権と統合し、アムト・シュパンゲンベルクが成立した。
カルメル会のシュパンゲンベルク修道院は1357年に創設され、その年に修道院教会も建設された。現在は遺構だけが遺されている。1261年に始まった教会建設は1421年になってやっと完了した。市庁舎の建設は、おそらく15世紀に行われた。16世紀の初めにカルメル会修道院は廃止された。

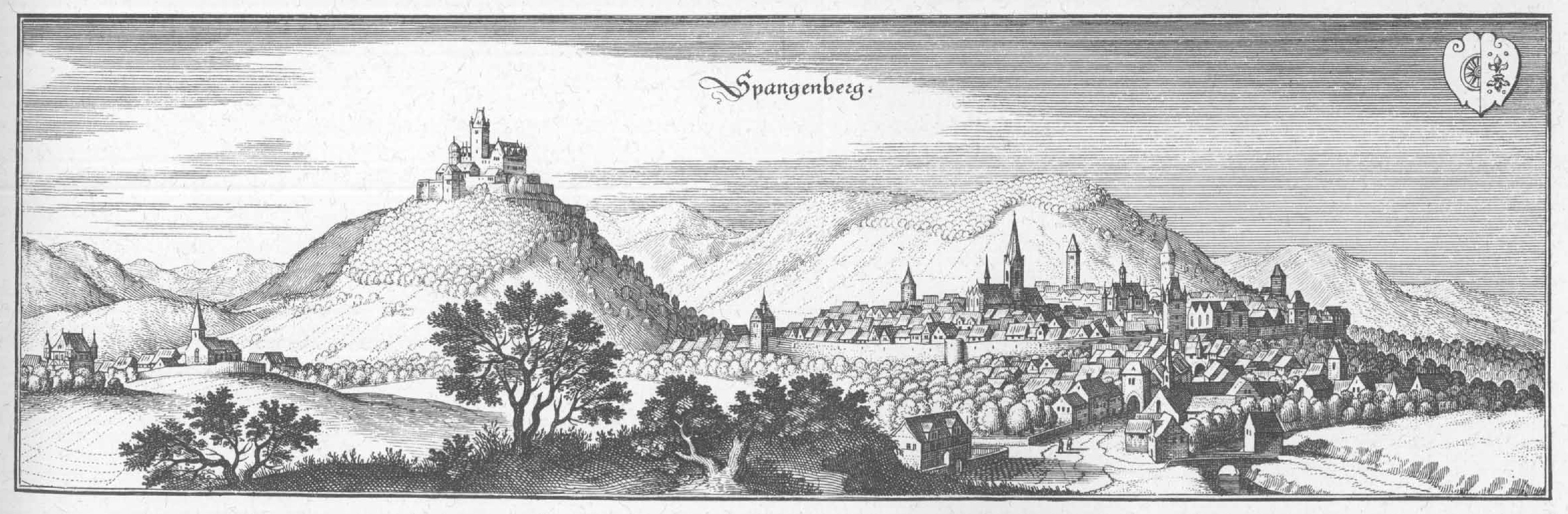
1655年に出版されたマテウス・メーリアンの版画に描かれたシュパンゲンベルク

### 近世から現代
1530年、クヴェンテル集落と交換でシュネルローデ、フォッケローデ＝ディンケルベルクおよびヴァイデルバッハの集落がアムト・ヘッシシュ・リヒテナウからアムト・シュパンゲンベルクに移管された。三十年戦争では、アムト・シュパンゲンベルクに属するすべての村が甚大な被害を受けた。18世紀にはリンネル生産がシュパンゲンベルクで重要な役割を担うようになった。1789年から1790年にアムト・シュパンゲンベルクはヘッセン方伯領内のリンネル生産を牽引し、輸出を行うようになっていた。1821年のヘッセンの行政改革により、「郡」が設けられ、アムト・シュパンゲンベルクは廃止され、メルズンゲン郡に属すこととなった。19世紀半ばにはシュパンゲンベルクでサークルが設立された。1842年の男声合唱団「リーダーターフェル」や1863年の TSV 1863 シュパンゲンベルクなどである。
1874年、鉄道ライネフェルデ - トライザ線の建設により、シュパンゲンベルク経済は推進力を得た。シュパンゲンベルク駅は1879年に開業した。この頃シュパンゲンベルクには多くのユダヤ人が住んでおり、その多くは商業を営んでいた。この街の出身者でザルツマン & Comp. の創業者ハインリヒ・ザルツマンは、クノーとエルゼの伝説にちなんだリーベンバッハ記念碑を1902年に建立した。1910年から1911年に、オイレン塔の旧市立学校、現在のブルクジッツシューレの建設が始まった。1913年6月15日、皇帝ヴィルヘルム2世がこの街を訪れた。この頃から城館は林業学校として利用されるようになった。
1930年代には、ヒトラー政権を逃れるため、多くのユダヤ人がその土地を売却した。1945年の復活祭の日、アメリカ軍の焼夷弾攻撃により多くの家屋や城館が犠牲となった。これにより城館はほぼ完全に破壊され、1950年代にヘッセン州の援助によって再建された。
戦後、ドイツの奇跡的経済復興の時代に、シュパンゲンベルクには多くの企業が設立された。なかでもヴィルヘルム・クルマン・ゼーゲンファブリークは、この街最大の雇用主となった。ヴィンターノートのシュパンゲンベルク・ブルクジッツシューレの新校舎が1972年に開校し、学校の慢性的なスペース不足は解消された。
ヘッセン州の行政・地域改革により1970年から1974年までの間に、それまで独立した町村であった12の町がシュパンゲンベルクに合併した。同じ1974年には100年以上にわたって存続していたカノーネン鉄道（ベルリン - コブレンツ鉄道の一部区間）の旅客運行が廃止された。数年後には貨物運行も廃止された。この路線跡は、市内で路床がわずかながら見られるが、線路は撤去されている。旧駅舎は1994年から幼稚園「アルター・バーンホーフ」（旧駅）として利用されている。

## 宗教

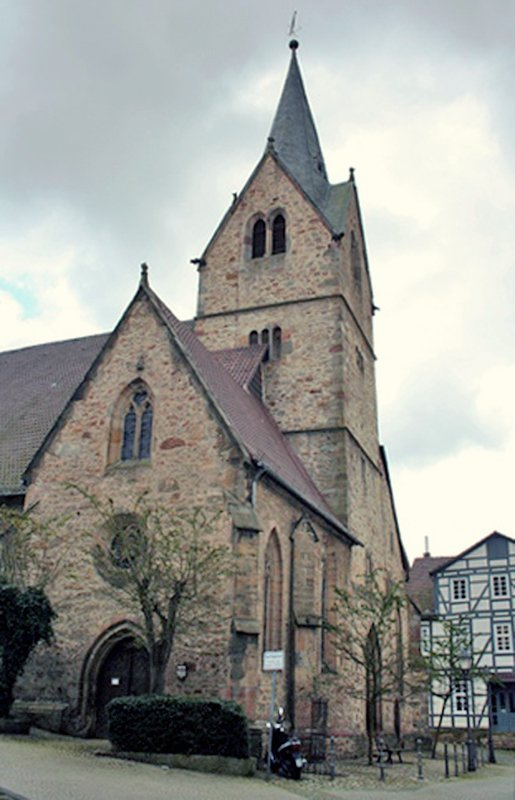
シュパンゲンベルクの市教会

シュパンゲンベルク市民の多くはプロテスタント信者である。シュパンゲンベルクはプロテスタントのクアヘッセン＝ヴァルデック教会に属している。シュパンゲンベルクのプロテスタント教会組織は、ヘルスフェルト教区のメルズンゲン教会クライスに属す。
カトリックのシュパンゲンベルク＝モルシェン教会組織は聖ペトロ・カニジウス司牧連盟に所属しており、フルダ司教区のフリッツラー首席司祭区に属す。
ユダヤ教のシナゴーグは、現在のウンターガッセにあった。その建物は現在住居として現存している。宗教上の用具は、水晶の夜以前にカッセルに遷されていた。その一部はニューヨーク・ユダヤ博物館で見ることができる。
1933年の時点でシュパンゲンベルクには109人のユダヤ教信者が住んでいた。1935年9月15日の夜、NSDAPの地方指導者テオバルト・フェンナーの主導で、ユダヤ人家族の家で働くすべてのアーリア人家政婦が強制的に連れ出された。同じ夜に、マルクト広場では国家社会主義者によるたいまつ行列が行われ、これによりユダヤ人家族の住居や職場が数多く破壊された。この事件はシュパンゲンベルクからユダヤ人が流出することを促進する原因の一つでもあった。
1981年シュパンゲンベルク市はシュロスベルクのユダヤ人墓地に、迫害によるシュパンゲンベルクの犠牲者を追悼する記念碑を建立した。これを主導したのは、シュパンゲンベルク・ブルクジッツシューレの学生たちであった。2008年4月29日にグンター・デムニヒは7つのつまずきの石を敷設した。現在、シュパンゲンベルクには再びユダヤ人が住んでいる。
- シュパンゲンベルクの旧シナゴーグ
- ユダヤ人墓地の記念碑

## 行政

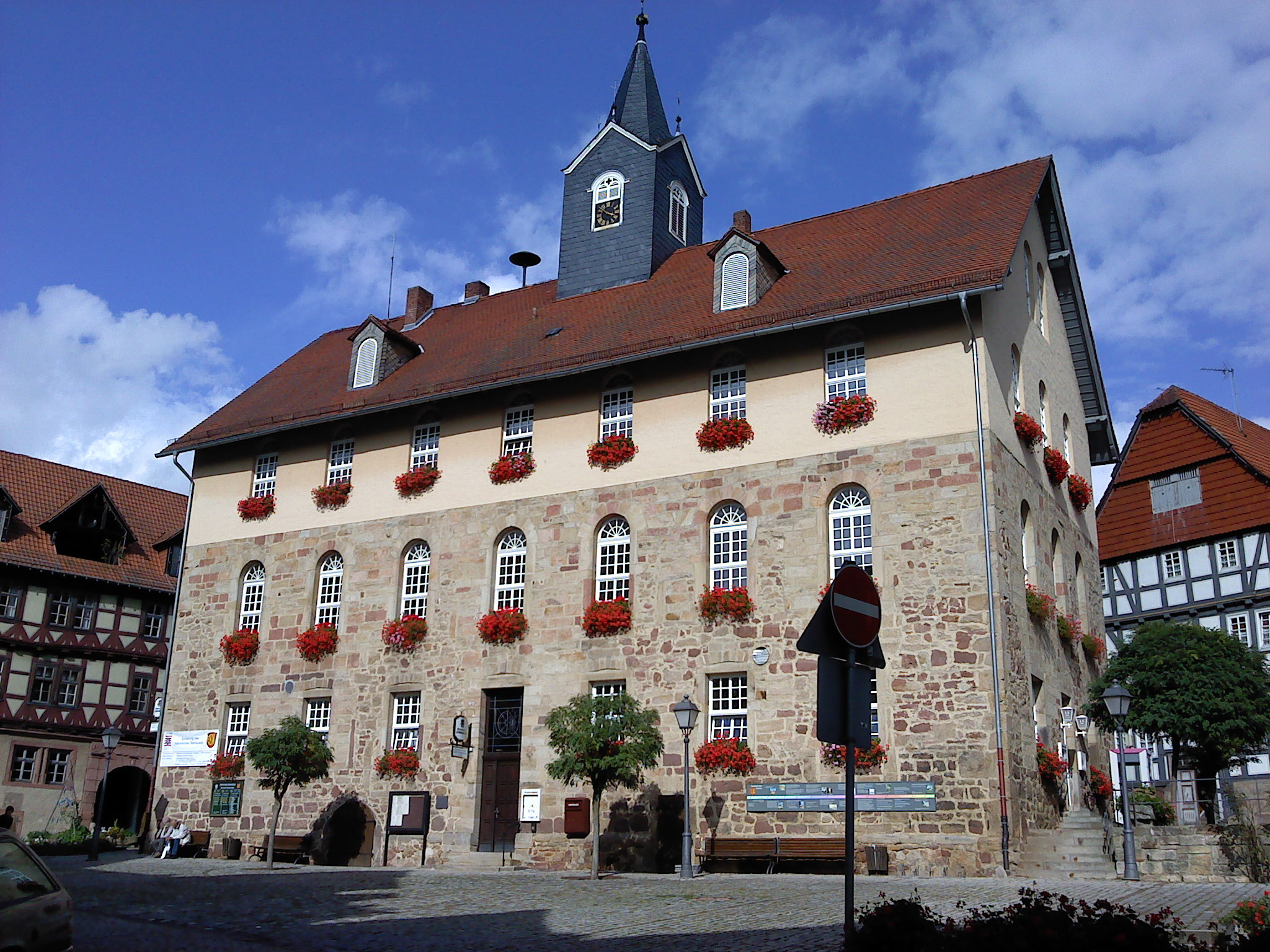
シュパンゲンベルク市庁舎

### 議会
シュパンゲンベルクの市議会は 31 議席からなる。

### 首長
2009年11月29日の選挙で、当時現職だったペーター・ティッゲス (CDU)は、対立候補マルティナ・ヴェルナー (SPD) を僅差で破り、さらに6年間シュパンゲンベルク市長を務めることとなった。彼の得票は 50.4 %、対立候補者のそれは 49.6 % であった。投票率は、66.4 % であった.。
シュパンゲンベルクの市長に関する記録は1321年にまで遡る。第二次世界大戦後の市長を以下に列記する。
- 1945年 - 1954年　アダム・シェンク (SPD)
- 1954年 - 1960年　ゲオルク・シャンツェ (SPD)
- 1960年 - 1973年　ヴィリー・シェンク (SPD)
- 1973年 - 1992年　ハルトマン・アスマン (SPD)
- 1992年 - 2004年　ハンス＝ユルゲン・ケバーリング (SPD)
- 2004年 - 現職　ペーター・ティッゲス (CDU)

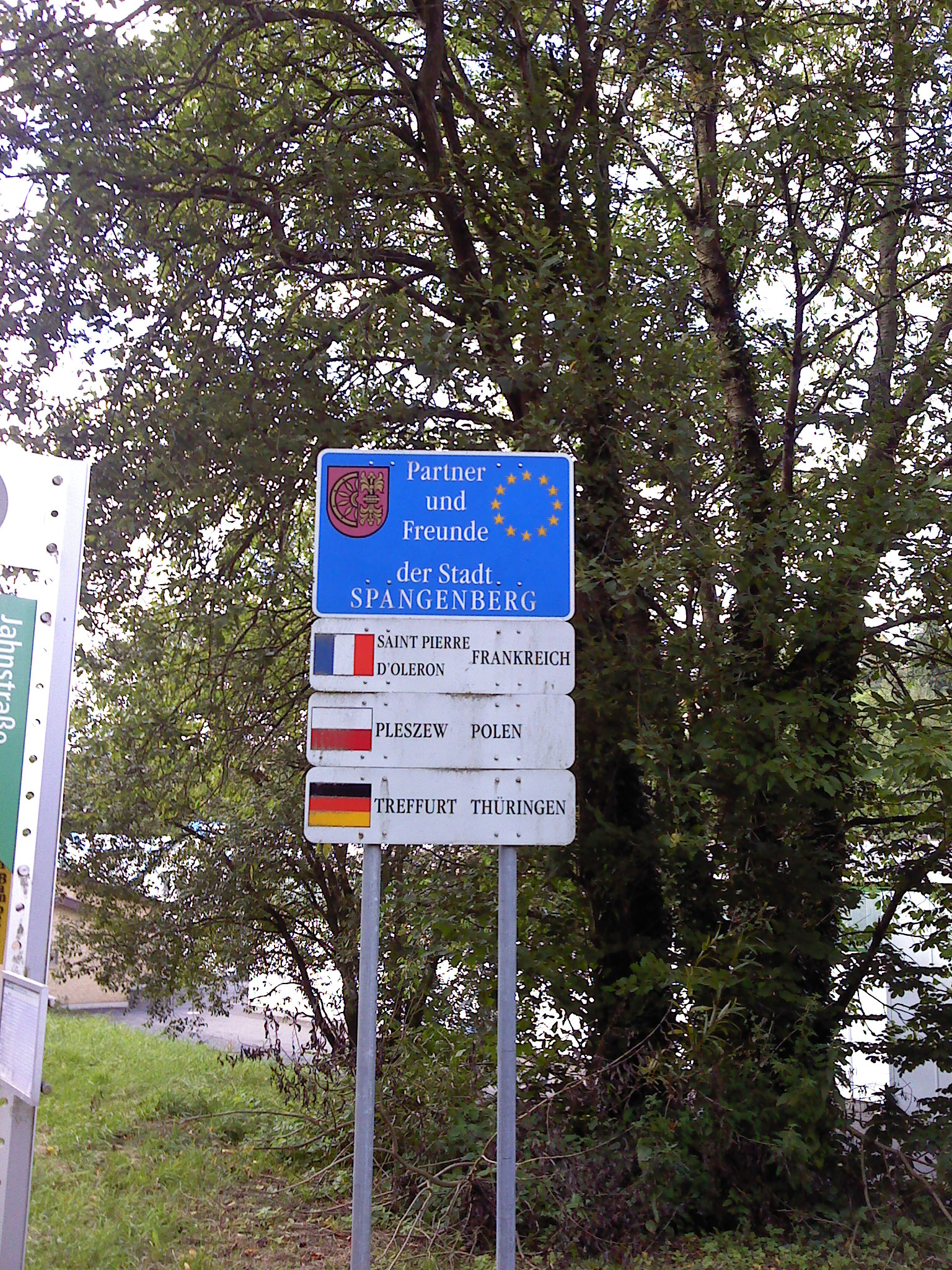
姉妹都市を示す案内板

### 姉妹都市
- トレフフルト（ドイツ、テューリンゲン州）1990年
- サン＝ピエール＝ドレロン（フランス、シャラント＝マリティーム県）1997年
- プレシェフ（ポーランド、ヴィエルコポルスカ県）1997年

シュパンゲンベルクは1990年から、テューリンゲン州の都市トレフフルトと姉妹都市協定を結んでいる。1997年にはフランスの小都市サン＝ピエール＝ドレロンおよびポーランドの都市プレシェフとの間で三者姉妹都市協定を締結した。これらの協定締結には、シュパンゲンベルク姉妹都市協会が尽力した。

## 文化と見所

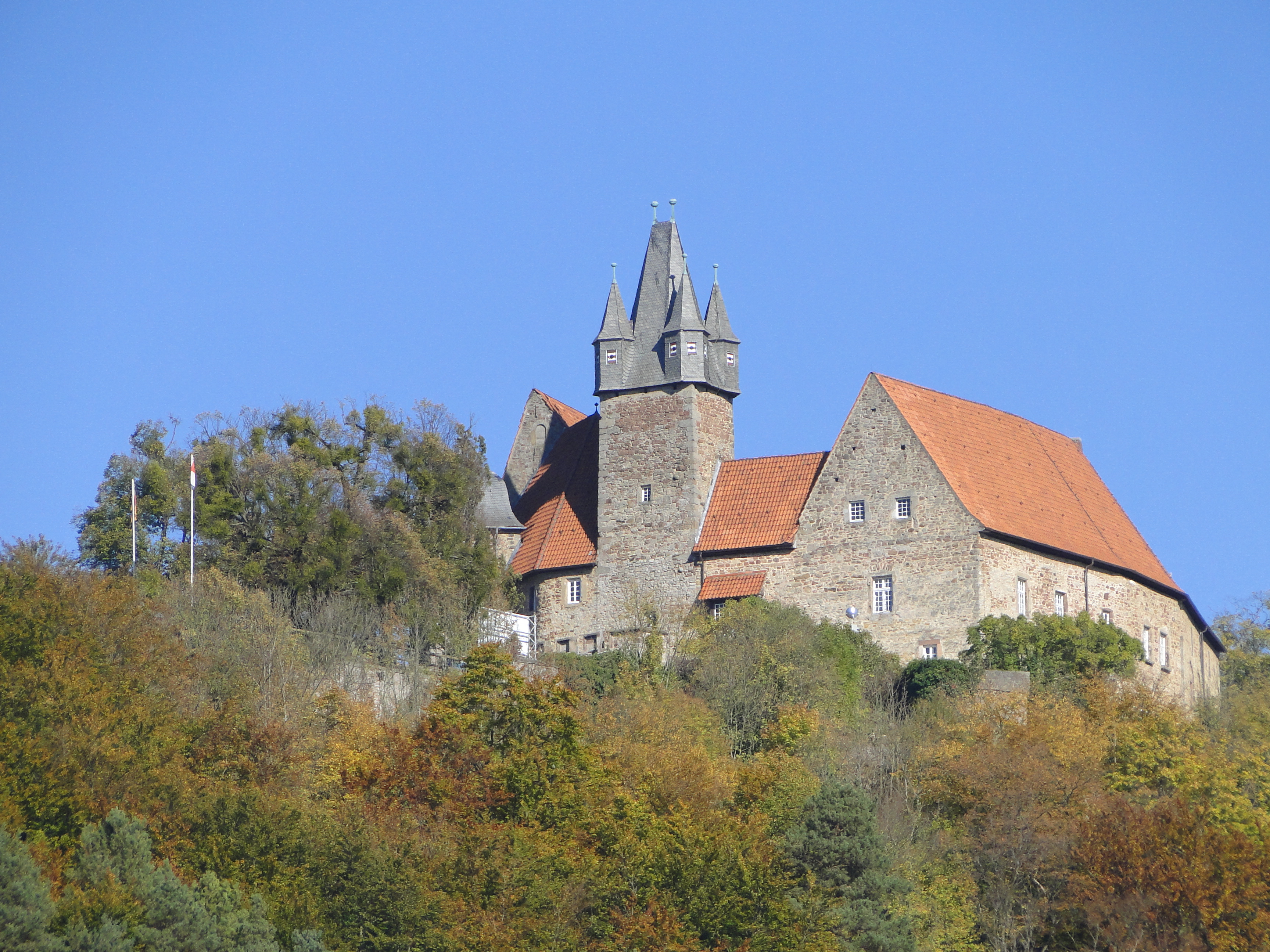
シュパンゲンベルク城

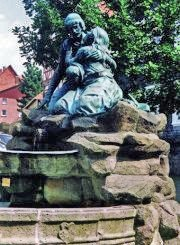
リーベンバッハ記念碑

この街の象徴的建造物は1235年に建設されたシュパンゲンベルク城である。その旧武器貯蔵庫には現在、狩と城の博物館が入っている。
郷土博物館は、市街地の中心ブラウハウス広場に面している。ここにはかつて、ヘッセン方伯フィリップ1世の愛妾マルガレーテ・フォン・ザーレが住んだブルクジッツがあった。
マルクト広場には、1902年にハインリヒ・ザルツマンが建立した泉、リーベンバッハ記念碑がある。この記念碑はクノーとエルゼの伝説の死の場面を表している。
夏期には金曜日ごとにマルクト広場でこの地域の産品を販売するケラーマルクトが開催される。
マシーネンリング・シュパンゲンベルクは、古い農業機械の保存・修復に力を入れている。この会社は毎年、シュパンゲンベルク周辺を古い乗り物で周回するイベントを開催している。
9月にはキルメスブルシェン・シュパンゲンベルクがフェアランデス通り沿いの祝祭広場でキルメス（教会開基祭）を開催する。そのハイライトは日曜日に行われるパレードである。
2009年8月にシュパンゲンベルクは都市権700年祭を祝った。
シュパンゲンベルクはアルス・ナトゥーラの芸術遊歩道沿いに位置する。この遊歩道はメルズンゲン方面から来て、シュネルローデ/ロッテローデの市境付近まで通じている。

### スポーツ
シュパンゲンベルクでは毎年、騎馬競技大会 CSI シュパンゲンベルクが開催される。
サッカーについては以下のクラブが活動している。
- TSV 1863 シュパンゲンベルク e.V.
- TSV ヤーン 1908 プフィーフェ e.V.
- TuSpo エルバースドルフ e.V.

射撃には以下のクラブがあり、愛好者が多い。
- シュパンゲンベルク・スポーツ射撃クラブ e.V.
- ランデ射撃クラブ 57 e.V.
- プフィーフェタール射撃クラブ e.V.

この他、卓球、体操、水泳、ハンドボール、陸上競技などの種目のクラブがある。

## 経済と社会資本

### 企業
シュパンゲンベルクおよびその周辺は、職場が豊富である。小規模な手工業者、中規模の企業、大規模な企業が市の経済を形成している。保養地産業は VolaPlast 社と Maplastic 社が担っている。
メルズンゲン、フェルスベルク、モルシェン、マールスフェルトが共同で、マールスフェルトのオストハイム地区の近くに、ミッテレス・フルダタール産業地域を創設した。
Edekaグループ、Reweグループ、Lidlは、シュパンゲンベルクにスーパーマーケットを出店している。

### 公共機関
各地区には消防団がある。メルズンゲンのヘッセン警察署がシュパンゲンベルク市の全域を管轄している。ドイツ赤十字社のシュヴァルム＝エーダー郡連盟は、シュパンゲンベルクに救急車が常駐された救護ステーションを運営している。救急車は24時間駐在している。火災および救急の緊急通報は、ホムベルク (エフツェ)にあるシュヴァルム＝エーダー郡司令センターを経由してこのステーションに通報される。

### 交通

#### 道路
シュパンゲンベルクは連邦道 B487号線に面している。市内の各地区は州道や郡道で互いに結ばれている。
アウトバーンA7号線までは約 10 km である。連邦道 B487号線、B83号線、B253号線を経由してメルズンゲン・インターチェンジに、または B83号線から郡道 K15号線経由でマールスフェルト・インターチェンジに接続する。シュパンゲンベルクから、やはり 10 km 離れた地点にアウトバーン A44号線が建設中である。

#### 公共交通機関
この街は、北ヘッセン交通連盟に加盟している。
バス路線 400系統（フリッツラー - ヘッシシュ・リヒテナウ）によってこの街は周辺地域と結ばれている。市内の各地区には、クアヘッセン地方交通のバスが運行している。
1879年鉄道ライネフェルデ - トライザ線のシュパンゲンベルク駅が開業した。メルスハウゼン、ベルクハイム、プフィーフェ、ビショッファーローデの各地区にも駅があった。この路線は1974年までに運行を停止した。シュパンゲンベルクの旧駅舎は現在、幼稚園となっている。現在は、隣のメルズンゲンにあるフリードリヒ＝ヴィルヘルム北線のメルズンゲン駅を介して鉄道路線に接続する。

### 水供給
中世、シュパンゲンベルクは慢性的に水不足であった。時代と共に多くの水源が開発され、これにより水不足は解消された。上水道システムの整備によって、他の市区でも水の供給が確保された。フォッケローデ＝ディンケルベルクの市境付近にヘッシシュ・リヒテナウと共同で、フォッケローデ＝ディンケルベルクとヴィッカースローデのための浄水場施設が設けられた。

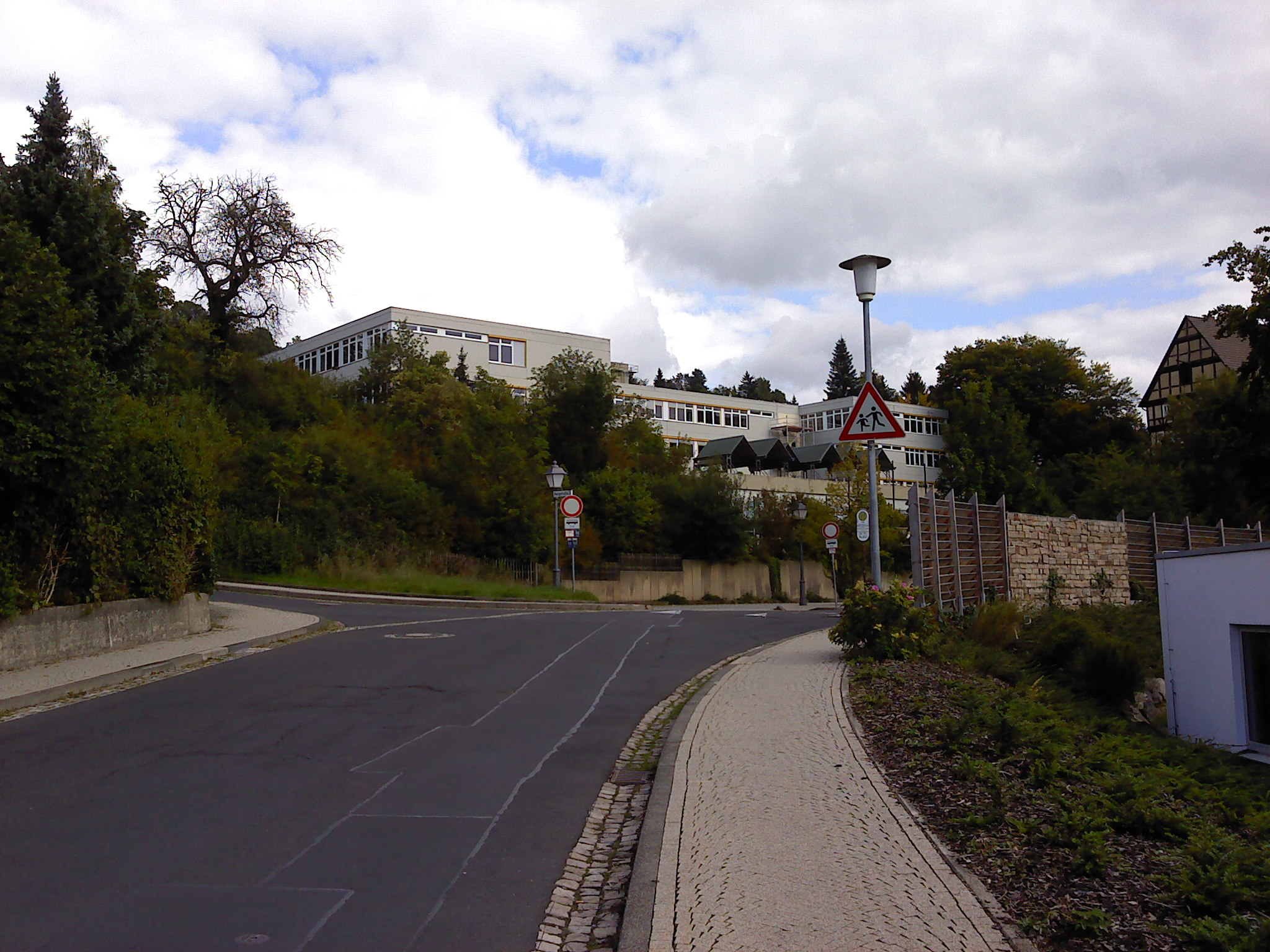
ブルクジッツシューレ・シュパンゲンベルク

### 教育
ブルクジッツシューレ・シュパンゲンベルクはメルズンゲン学校連盟に所属する、共同型総合学校である。その運営母体はシュヴァルム＝エーダー郡である。
中核市区内には、シュパンゲンベルク・プロテスタント教会組織が運営するプロテスタント幼稚園「シュロスベルク」と旧駅舎を利用した市立幼稚園「アルター・バーンホーフ」がある。幼稚園の分校がランデフェルトにあった。市議会の委員会は、2011年2月3日にランデスフェルトの幼稚園分校を閉鎖した。

## 人物

### 出身者
- ヘッセン方伯ルートヴィヒ1世（1402年 - 1458年）1413年から1458年までヘッセン方伯を務めた。

### ゆかりの人物
- ヘッセン方伯ハインリヒ2世（1302年以前 - 1376年）ヘッセン方伯、シュパンゲンベルク城に住んだ
- ヘッセン方伯ヘルマン2世（1341年 - 1413年）ヘッセン方伯、シュパンゲンベルク城に住んだ
- ヘッセン方伯ヴィルヘルム1世（1466年 - 1515年）ヘッセン方伯、シュパンゲンベルク城で逝去
- ヘッセン方伯フィリップ1世（1504年 - 1567年）ヘッセン方伯、シュパンゲンベルク城に住んだ
- ヘッセン＝カッセル方伯ヴィルヘルム4世（1532年 - 1592年）ヘッセン＝カッセル方伯、シュパンゲンベルク城を現在の姿に整備した
- マルガレーテ・フォン・ザーレ（1522年 - 1566年）ヘッセン方伯フィリップ1世の愛妾、ブルクジッツに住んだ、墓は聖ヨハネ市教会にある

## 引用
1. ↑  Hessisches Statistisches Landesamt: Bevölkerung in Hessen am 31.12.2023 (Landkreise, kreisfreie Städte und Gemeinden, Einwohnerzahlen auf Grundlage des Zensus 2011)]
2. ↑  Max Mangold, ed (2005). Duden, Aussprachewörterbuch (6 ed.). Dudenverl. p. 737. ISBN 978-3-411-04066-7
3. ↑  Magistrat der Stadt Spangenberg: Spangenberger Zeitreise In: 700 Jahre Stadt Spangenberg, 2009, p. 24
4. ↑  Text der Verleihungsurkunde durch Innenminister Bouffier
5. ↑  Bericht des Deutschlandradios vom 5. November 2004
6. ↑  Geologische Karte von Hessen
7. 1 2 3 4 5  Magistrat der Stadt Spangenberg: Spangenberger Zeitreise In: 700 Jahre Stadt Spangenberg, 2009, p. 15.
8. ↑  Magistrat der Stadt Spangenberg: 675 Jahre Spangenberg In: 675 Jahre Stadt Spangenberg, 1984, p. 12.
9. 1 2  Magistrat der Stadt Spangenberg: Spangenberger Zeitreise In: 700 Jahre Stadt Spangenberg, 2009, p. 16.
10. 1 2  Magistrat der Stadt Spangenberg: Spangenberger Zeitreise In: 700 Jahre Stadt Spangenberg, 2009, p. 17.
11. ↑  Magistrat der Stadt Spangenberg: Spangenberger Zeitreise In: 700 Jahre Stadt Spangenberg, 2009, p. 20.
12. ↑  Magistrat der Stadt Spangenberg: Spangenberger Zeitreise In: 700 Jahre Stadt Spangenberg, 2009, p. 22.
13. ↑  Magistrat der Stadt Spangenberg: Die wechselhaftige Nutzungsgeschichte des Spangenberger Schlosses In: 700 Jahre Stadt Spangenberg, 2009, pp. 50-56.
14. 1 2 3 4  Magistrat der Stadt Spangenberg: Arbeiten in Spangenberg In: 700 Jahre Stadt Spangenberg, 2009, p. 36.
15. ↑  Synagoge Spangenberg mit Geschichte der jüdischen Gemeinde in Spangenberg
16. ↑  Jonas Klages: Fackelzug mit bösen Folgen In: Zwischen Hakenkreuz und Dorfleben, 2005, p. 35.
17. ↑  Meldung über die Verlegung der Stolpersteine
18. ↑  Ergebnis der Wahl 2009（2011年11月20日 内容確認）
19. 1 2  Magistrat der Stadt Spangenberg: Die Spangenberger Bürgermeister In: 675 Jahre Stadt Spangenberg, 1984, pp. 27-28.
20. ↑  Partnerschaftsvereinbarung zwischen Spangenberg und Treffurt（2011年11月20日 内容確認）
21. ↑  Vereinbarung der Partnerschaft zwischen den drei Städten（2011年11月20日 内容確認）
22. ↑  Museen, Kultur und Brauchtumspflege auf der Internetseite der Stadt Spangenberg（2011年11月20日 内容確認）
23. ↑  Ars Natura auf den Internetseiten der Stadt Spangenberg（2011年11月20日 内容確認）
24. ↑  Rolf Gießler: III: Spangenberg In: Kanonenbahn, 1983, S. 28.
25. ↑  Magistrat der Stadt Spangenberg: Gewässer, Brunnen und Wasserleitungen der Stadt In: Kleinstadtgeschichte und Kleinstadtgeschichten, 2000, p. 70
26. ↑  Magistrat der Stadt Spangenberg: Gewässer, Brunnen und Wasserleitungen der Stadt In: Kleinstadtgeschichte und Kleinstadtgeschichten, 2000, pp. 70-71
27. ↑  Magistrat der Stadt Spangenberg: Gewässer, Brunnen und Wasserleitungen der Stadt In: Kleinstadtgeschichte und Kleinstadtgeschichten, 2000, p. 72
28. ↑  Informationen zur Burgsitzschule auf dem Bildungsserver Hessen（2011年11月20日 内容確認）